# 구글 라이블리
구글 라이블리(Google Lively, 다른 이름: Lively by Google 또는 Lively by Google BETA)는 구글이 만들고 개발한 웹 기반 가상 환경이다. 2008년 12월 31일에 중단되어 영구 폐쇄되었다.
라이블리는 Windows XP 또는 Windows Vista를 사용하는 인터넷 익스플로러 또는 모질라 파이어폭스에서만 지원되었다. 플래시뿐만 아니라 특별한 다운로드도 필요했다. 이 프로그램은 웹과 통합되도록 설계되었으며 정보에 접근하는 새로운 방법을 제공했다. 이는 HTML 웹페이지에 라이블리 "방"을 삽입함으로써 가능해졌다. 이는 콘텐츠가 2차원 형식으로 제공될 수 있고 해당 콘텐츠 주제를 둘러싼 커뮤니케이션이 별도의 프로그램 입력 작업 없이 3차원 방에서 이루어질 수 있음을 의미한다.

## 같이 보기
- 메타버스